# Richard Brousek

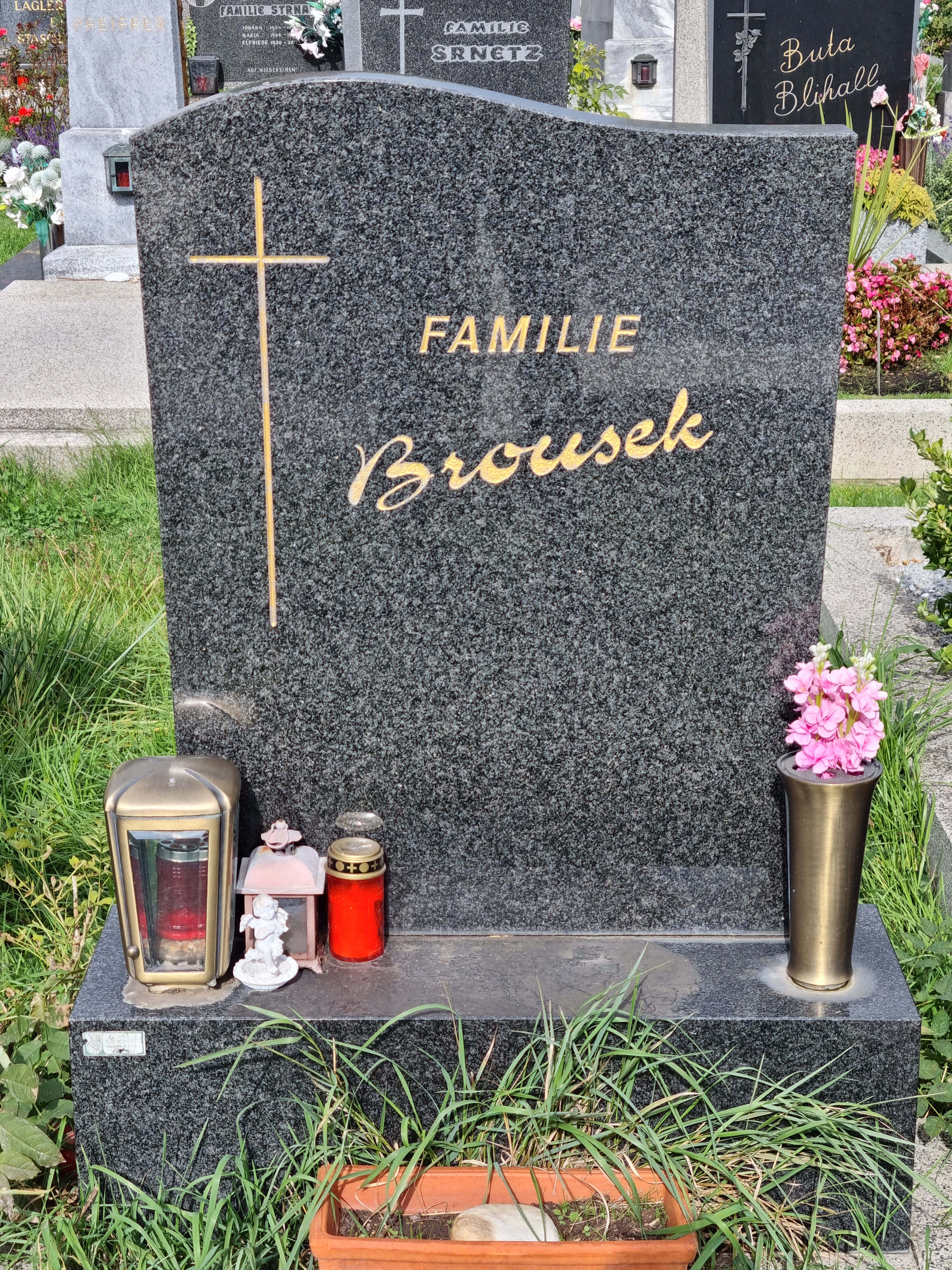
Grabstätte von Richard Brousek am Inzersdorfer Friedhof

Richard Brousek (* 12. Jänner 1931; † 28. November 2015) war ein österreichischer Fußballnationalspieler. Sein Stammverein war der SC Wacker Wien, später war er jedoch auch als Legionär in den Niederlanden beim SC Enschede und beim Be Quick 1887 tätig. In der Saison 1955 konnte er mit 31 Toren österreichischer Torschützenkönig werden.

## Karriere
Richard Brousek begann beim Wiener AC und wechselte im Oktober 1948 zum SC Wacker Wien. Dort kam erstmals in der Saison 1949/50 regelmäßig in der Meisterschaft zum Einsatz, nach 14 Toren in nur 14 Spielen avancierte er rasch zum Stammspieler. Gemeinsam mit Ernst Bokon und Walter Haummer bildete er bald eines der stärksten Angriffstrios der österreichischen Liga, die drei erzielten 1951 in 24 Spielen zusammen 79 Tore. Am Ende reichte dies allerdings nur zum Vizemeister hinter Rapid. Auch im internationalen Zentropapokal landete Wacker mit Richard Brousek nur auf Rang zwei. Seine stärkste Form bei den Meidlingern erreichte der Goalgetter schließlich 1955, bei 23 Einsätzen brachte er es zu 31 Toren und damit zum österreichischen Torschützenkönig. Im selben Jahr wurde der Stürmer vier Mal in die österreichische Nationalmannschaft einberufen, sein Debüt gab er am 24. April 1955 im Klassiker gegen Ungarn, ein Tor gelang in seinem zweiten Länderspiel gegen die Schweiz.
In der folgenden Saison 1956 war Richard Brousek als Torschütze nicht minder erfolgreich. Mit 27 Toren wurde er zweitbester in der Torjägerliste, aber auch mit Wacker reichte es nach 1951 und auch 1953 diese Saison wieder nur zum Vizetitel hinter Rapid. 1958 folgte der Stürmer dem Ruf des Auslandes und ging zum niederländischen Klub SC Enschede in die Eredivisie. Auch dort konnte er über insgesamt 27 Treffer jubeln. Nach zwei Jahren beim Be Quick 1887 kehrte er wieder nach Meidling zurück und spielte wieder bei Wacker, die zu diesem Zeitpunkt aber schon zeitweise nur noch zweitklassig waren. Er wurde am Inzersdorfer Friedhof bestattet.

## Erfolge
- 1 × Österreichischer Torschützenkönig: 1955
- 3 × Österreichischer Vizemeister: 1951, 1953, 1956
- Zentropacup-Finalist 1951
- 4 Länderspiele und ein Tor für die österreichische Fußballnationalmannschaft 1955